# Die sieben Wunder der Welt
Die sieben Wunder der Welt (ungefär Världens sju underverk) är bandet Karats femte album, släppt år 1984.

## Låtförteckning
1. Tanz' mit mir (4:53)
2. … und der Mond schien rot (5:02)
3. Panoptikum (4:18)
4. Kalter Rauch (4:14)
5. Unterwegs nach Haus (4:09)
6. Don Alfredo (5:00)
7. Die sieben Wunder der Welt (6:10)
8. Mich zwingt keiner auf die Knie (3:21)
9. Flipper (3:34)
10. Unterwegs nach Haus II (3:37)

## Musiker
- Herbert Dreilich – sång, gitarr.
- Ulrich "Ed" Swillms – klaviatur.
- Thomas Natschinski – klaviatur.
- Bernd Römer – gitarr.
- Michael Schwandt – trummor.
- Henning Protzmann – basgitarr, sång.